# Canoagem nos Jogos Pan-Americanos de 2023 - K-1 500 m feminino
A competição do K-1 500 m feminino da canoagem nos Jogos Pan-Americanos de 2023 foi disputada entre 1 e 3 de novembro de 2023 na Lagoa Grande, em San Pedro de la Paz. Um total de 15 canoístas de 14 Comitês Olímpicos Nacionais (CON) participaram do evento.

## Calendário
Horário local (UTC−3).
| Data          | Hora  | Fase          |
| ------------- | ----- | ------------- |
| 1 de novembro | 9:00  | Eliminatórias |
| 1 de novembro | 11:00 | Semifinais    |
| 3 de novembro | 9:00  | Final B       |
| 3 de novembro | 9:10  | Final A       |

## Medalhistas
| Ouro   | CAN Michelle Russell |
| Prata  | ARG Brenda Rojas     |
| Bronze | MEX Beatriz Briones  |

## Resultados

### Eliminatórias
As duas primeiras de cada bateria se classificam à Final A e as restantes disputam as semifinais.
Bateria 1
| Pos. | Canoísta         | CON                                 | Tempo   | Notas |
| ---- | ---------------- | ----------------------------------- | ------- | ----- |
| 1    | Beatriz Briones  | MEX México                          | 1:56.06 | FA    |
| 2    | Kali Wilding     | USA Estados Unidos                  | 1:57.28 | FA    |
| 3    | Ysumy Orellana   | CHI Chile                           | 2:02.65 | SF    |
| 4    | Stefanie Perdomo | ECU Equador                         | 2:03.95 | SF    |
| 5    | Yocelin Canache  | VEN Venezuela                       | 2:06.48 | SF    |
| 6    | Nataly González  | EAI Equipe de Atletas Independentes | 2:14.09 | SF    |
| 7    | Kyara Vargas     | PER Peru                            | 2:25.63 | SF    |
| 8    | Diana Velasquez  | BIZ Belize                          | 2:42.77 | SF    |

Bateria 2
| Pos. | Canoísta          | CON           | Tempo   | Notas |
| ---- | ----------------- | ------------- | ------- | ----- |
| 1    | Michelle Russell  | CAN Canadá    | 1:51.32 | FA    |
| 2    | Brenda Rojas      | ARG Argentina | 1:51.60 | FA    |
| 3    | Yurieni Guerra    | CUB Cuba      | 1:55.11 | SF    |
| 4    | Ana Paula Vergutz | BRA Brasil    | 1:59.03 | SF    |
| 5    | Mónica Hincapie   | COL Colômbia  | 2:04.14 | SF    |
| 6    | Isabel Aburto     | MEX México    | 2:06.03 | SF    |
| 7    | Yasmin Rojas      | PAR Paraguai  | 2:34.38 | SF    |

### Semifinais
As duas primeiras de cada bateria semifinal se classificam à Final A e as restantes disputam a Final B (fora da chance por medalhas).
Semifinal 1
| Pos. | Canoísta          | CON                                 | Tempo   | Notas |
| ---- | ----------------- | ----------------------------------- | ------- | ----- |
| 1    | Ana Paula Vergutz | BRA Brasil                          | 2:00.00 | FA    |
| 2    | Ysumy Orellana    | CHI Chile                           | 2:04.39 | FA    |
| 3    | Mónica Hincapie   | COL Colômbia                        | 2:04.83 | FB    |
| 4    | Nataly González   | EAI Equipe de Atletas Independentes | 2:16.32 | FB    |
| 5    | Kyara Vargas      | PER Peru                            | 2:26.86 | FB    |

Semifinal 2
| Pos. | Canoísta         | CON           | Tempo   | Notas |
| ---- | ---------------- | ------------- | ------- | ----- |
| 1    | Yurieni Guerra   | CUB Cuba      | 1:59.15 | FA    |
| 2    | Isabel Aburto    | MEX México    | 2:02.58 | FA    |
| 3    | Stefanie Perdomo | ECU Equador   | 2:04.39 | FB    |
| 4    | Yocelin Canache  | VEN Venezuela | 2:10.56 | FB    |
| 5    | Yasmin Rojas     | PAR Paraguai  | 2:41.06 | FB    |
| 6    | Diana Velasquez  | BIZ Belize    | 2:53.71 | FB    |

### Finais
As finais definem as posições de todas as canoístas. Na Final A são decididas as medalhistas.
Final B
| Pos. | Canoísta         | CON                                 | Tempo   | Notas |
| ---- | ---------------- | ----------------------------------- | ------- | ----- |
| 9    | Stefanie Perdomo | ECU Equador                         | 2:01.68 |       |
| 10   | Yocelin Canache  | VEN Venezuela                       | 2:04.32 |       |
| 11   | Mónica Hincapie  | COL Colômbia                        | 2:04.41 |       |
| 12   | Nataly González  | EAI Equipe de Atletas Independentes | 2:16.55 |       |
| 13   | Kyara Vargas     | PER Peru                            | 2:25.84 |       |
| 14   | Yasmin Rojas     | PAR Paraguai                        | 2:32.69 |       |
| 15   | Diana Velasquez  | BIZ Belize                          | 2:41.29 |       |

Final A
| Pos.              | Canoísta          | CON                | Tempo   | Notas |
| ----------------- | ----------------- | ------------------ | ------- | ----- |
| Medalha de ouro   | Michelle Russell  | CAN Canadá         | 1:51.25 |       |
| Medalha de prata  | Brenda Rojas      | ARG Argentina      | 1:52.01 |       |
| Medalha de bronze | Beatriz Briones   | MEX México         | 1:53.07 |       |
| 4                 | Yurieni Guerra    | CUB Cuba           | 1:55.04 |       |
| 5                 | Ana Paula Vergutz | BRA Brasil         | 1:55.41 |       |
| 6                 | Kali Wilding      | USA Estados Unidos | 1:57.64 |       |
| 7                 | Isabel Aburto     | MEX México         | 2:01.01 |       |
| 8                 | Ysumy Orellana    | CHI Chile          | 2:02.37 |       |